# Wereldkampioenschap shorttrack 1977 (individueel)
De wereldkampioenschappen shorttrack 1977 werden van 15 tot en met 17 april 1977 in Grenoble, Frankrijk gehouden. 

## Deelnemers

### België
| Vrouwen        | Mannen           |
| -------------- | ---------------- |
| Pascale Mersch | Paul Goethals    |
| -              | Henri Nielens    |
| -              | Atti Brouwer     |
| -              | Guy van de Putte |
| -              | Benoit Mine      |

### Nederland
geen deelname

## Medailles

### Mannen
| Onderdeel         | Goud                | Goud                | Zilver         | Zilver        | Brons          | Brons         |
| ----------------- | ------------------- | ------------------- | -------------- | ------------- | -------------- | ------------- |
| 500m              | Gaetan Boucher      | CAN                 | Craig Kressler | USA           | Hiroshi Toda   | JPN           |
| 1000m             | Gaetan Boucher      | CAN                 | Steve Pearce   | GBR           | Craig Kressler | USA           |
| 1500m             | Hiroshi Toda        | JPN                 | Craig Kressler | USA           | Gaetan Boucher | CAN           |
| 3000m superfinale | Niet verreden       | Niet verreden       | Niet verreden  | Niet verreden | Niet verreden  | Niet verreden |
| Klassement        | Gaetan Boucher      | CAN                 | Craig Kressler | USA           | Hiroshi Toda   | JPN           |
| Aflossing         | Verenigd Koninkrijk | Verenigd Koninkrijk | Canada         | Canada        | Japan          | Japan         |

### Vrouwen
| Onderdeel         | Goud             | Goud             | Zilver          | Zilver        | Brons           | Brons         |
| ----------------- | ---------------- | ---------------- | --------------- | ------------- | --------------- | ------------- |
| 500m              | Brenda Webster   | CAN              | Kathy Vogt      | CAN           | Nancy Dernin    | CAN           |
| 1000m             | Kathy Vogt       | CAN              | Peggy Hartrich  | USA           | Brenda Webster  | CAN           |
| 1500m             | Brenda Webster   | CAN              | Valerie Reimann | USA           | Vicki Reimann   | USA           |
| 3000m superfinale | Niet verreden    | Niet verreden    | Niet verreden   | Niet verreden | Niet verreden   | Niet verreden |
| Klassement        | Brenda Webster   | CAN              | Kathy Vogt      | CAN           | Valerie Reimann | USA           |
| Aflossing         | Verenigde Staten | Verenigde Staten | Canada          | Canada        | Japan           | Japan         |

### Medailleklassement
| Plaats | Land                | Goud | Zilver | Brons | Totaal |
| 1      | Canada              | 7    | 4      | 3     | 14     |
| 2      | Verenigde Staten    | 1    | 5      | 3     | 9      |
| 3      | Verenigd Koninkrijk | 1    | 1      | 0     | 2      |
| 4      | Japan               | 1    | 0      | 4     | 5      |
| Totaal | Totaal              | 10   | 10     | 10    | 30     |

## Eindklassementen

### Mannen
| Rang   | Naam            | Land                | Punten1 |
| ------ | --------------- | ------------------- | ------- |
| Goud   | Gaetan Boucher  | Canada              | -       |
| Zilver | Craig Kressler  | Verenigde Staten    | -       |
| Brons  | Hiroshi Toda    | Japan               | -       |
| 4      | Steve Pearce    | Verenigd Koninkrijk | -       |
| 5      | Andre Chabrerie | Frankrijk           | -       |
| 6      | Roy Sanders     | Verenigd Koninkrijk | -       |

1. In de broninformatie zijn geen punten opgenomen voor de individuele einduitslag.

### Vrouwen
| Rang   | Naam            | Land             | Punten1 |
| ------ | --------------- | ---------------- | ------- |
| Goud   | Brenda Webster  | Canada           | -       |
| Zilver | Kathy Vogt      | Canada           | -       |
| Brons  | Valerie Reimann | Verenigde Staten | -       |
| 4      | Vicky Reimann   | Verenigde Staten | -       |
| 5      | Peggy Hartrich  | Verenigde Staten | -       |
| 6      | Nancy Dernin    | Canada           | -       |
| 7      | Miyoshi Kato    | Japan            | -       |

1. In de broninformatie zijn geen punten opgenomen voor de individuele einduitslag.
Wereldkampioenschap shorttrack (individueel)

Champaign 1976 · 
Grenoble 1977 · 
Solihull 1978 · 
Quebec 1979 · 
Milaan 1980 · 
Meudon 1981 · 
Moncton 1982 · 
Tokio 1983 · 
Peterborough 1984 · 
Amsterdam 1985 · 
Chamonix 1986 · 
Montreal 1987 · 
St. Louis 1988 · 
Solihull 1989 · 
Amsterdam 1990 · 
Sydney 1991 · 
Denver 1992 · 
Peking 1993 · 
Guildford 1994 · 
Gjövik 1995 · 
Den Haag 1996 · 
Nagano 1997 · 
Wenen 1998 · 
Sofia 1999 · 
Sheffield 2000 · 
Jeonju 2001 · 
Montreal 2002 · 
Polen 2003 · 
Göteborg 2004 · 
Peking 2005 · 
Minneapolis 2006 · 
Milaan 2007 · 
Gangneung 2008 · 
Wenen 2009 · 
Sofia 2010 · 
Sheffield 2011 · 
Shanghai 2012 · 
Debrecen 2013 · 
Montreal 2014 · 
Moskou 2015 · 
Seoel 2016 · 
Rotterdam 2017 · 
Montreal 2018 ·
Sofia 2019 ·
Seoel 2020 ·
Dordrecht 2021 ·
Montreal 2022 ·
Seoel 2023 ·
Rotterdam 2024 ·
Peking 2025
Wereldkampioenschap shorttrack (teams)

Seoul 1991 · 
Nobeyama 1992 · 
Boedapest 1993 · 
Cambridge 1994 · 
Zoetermeer 1995 · 
Lake Placid 1996 · 
Seoel 1997 · 
Bormio 1998 · 
St. Louis 1999 · 
Den Haag 2000 · 
Nobeyama 2001 · 
Milwaukee 2002 · 
Boedapest 2003 · 
Sint-Petersburg 2004 · 
Chuncheon 2005 · 
Montreal 2006 · 
Boedapest 2007 · 
Harbin 2008 · 
Heerenveen 2009 · 
Bormio 2010 · 
Warschau 2011
Wereldkampioenschappen shorttrack junioren

Seoel 1994 ·
Calgary 1995 ·
Courmayeur 1996 ·
Marquette 1997 ·
Saint Louis 1998 ·
Montreal 1999 ·
Székesfehérvár 2000 ·
Warschau 2001 ·
Chuncheon 2002 ·
Boedapest 2003 ·
Peking 2004 ·
Belgrado 2005 ·
Miercurea Ciuc 2006 ·
Mladá Boleslav 2007 ·
Bozen 2008 ·
Sherbrooke 2009 ·
Taipei 2010 ·
Courmayeur 2011 ·
Melbourne 2012 ·
Warschau 2013 ·
Erzurum 2014 ·
Osaka 2015 ·
Sofia 2016 ·
Innsbruck 2017 ·
Tomaszów Mazowiecki 2018 ·
Montreal 2019 ·
Bormio 2020 ·
Salt Lake City 2021 ·
Gdańsk 2022 ·
Dresden 2023 ·
Gdańsk 2024 ·
Calgary 2025